# Float.h
float.h è un header file della libreria standard del C per il linguaggio di programmazione C che contiene delle macro che vengono espanse ai vari limiti e parametri dei tipi in virgola mobile (floating-point) standard.

## Macro
Le macro, così come definite nello standard ISO 9899:1999 sezione 5.2.4.2.2 sono:
- FLT_ROUNDS - specifica il tipo di arrotondamento eseguito nelle addizioni in virgola mobile, con i seguenti valori:
  - -1 indeterminabile;
  - 0 troncamento (rounding toward zero);
  - 1 arrotondamento al più vicino;
  - 2 arrotondamento verso l'infinito positivo;
  - 3 arrotondamento verso l'infinito negativo;
  - altri valori indicano arrotondamenti definiti dall'implementazione.

- FLT_EVAL_METHOD - determina la modalità di valutazione di espressioni che coinvolgono tutti i tipi in virgola mobile:
  - -1 indeterminabile;
  - 0 valuta tutte le operazioni e le costanti esclusivamente alla precisione dei tipi di appartenenza;
  - 1 valuta tutte le operazioni e le costanti del tipo float e double nell'intervallo e alla precisione del tipo double;
  - 2 valuta tutte le operazioni e le costanti nell'intervallo e alla precisione del tipo long double;
  - altri valori indicano comportamenti definiti dall'implementazione.

- FLT_RADIX - base della rappresentazione esponenziale (almeno 2).

- FLT_MANT_DIG, DBL_MANT_DIG, LDBL_MANT_DIG - numero di cifre nella parte mantissa.

- DECIMAL_DIG - (almeno 10)

- FLT_DIG, DBL_DIG, LDBL_DIG - (almeno 6, 10, 10)

- FLT_MIN_EXP, DBL_MIN_EXP, LDBL_MIN_EXP

- FLT_MIN_10_EXP, DBL_MIN_10_EXP, LDBL_MIN_10_EXP, (almeno -37)

- FLT_MAX_EXP, DBL_MAX_EXP, LDBL_MAX_EXP

- FLT_MAX_10_EXP, DBL_MAX_10_EXP, LDBL_MAX_10_EXP (almeno +37)

- FLT_MAX, DBL_MAX, LDBL_MAX - (almeno 1E+37)

- FLT_EPSILON, DBL_EPSILON, LDBL_EPSILON - (almeno  1E-5, 1E-9, 1E-9)

- FLT_MIN, DBL_MIN, LDBL_MIN - (almeno 1E-37)